# Ava Ohlgren
Ava Ohlgren (Morganton, 31 de janeiro de 1988) é uma nadadora dos Estados Unidos da América.